# William H. Robertson

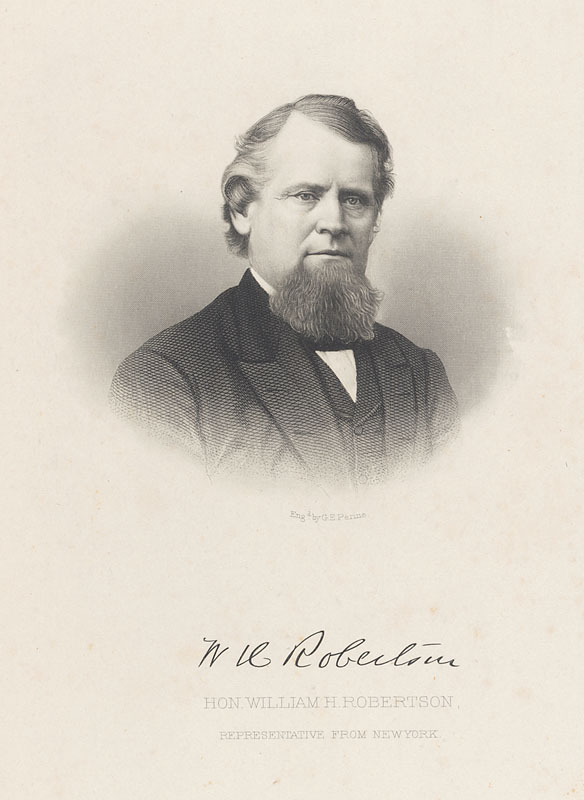
William H. Robertson

William Henry Robertson (* 10. Oktober 1823 in Bedford, New York; † 6. Dezember 1898 in Katonah, New York) war ein US-amerikanischer Jurist und Politiker. Zwischen 1867 und 1869 vertrat er den Bundesstaat New York im US-Repräsentantenhaus.

## Werdegang
William Henry Robertson wurde ungefähr acht Jahre nach dem Ende des Britisch-Amerikanischen Krieges in Bedford geboren und wuchs dort auf. Er besuchte Gemeinschaftsschulen und die Bedford Union Academy in Bedford. Robertson studierte Jura. Seine Zulassung als Anwalt erhielt er 1847 und begann dann in White Plains zu praktizieren. Er saß in den Jahren 1849 und 1850 in der New York State Assembly und in den Jahren 1854 und 1855 im Senat von New York. Zwischen 1855 und 1867 war er Richter im Westchester County. Er diente zwischen 1860 und 1866 als Inspektor in der siebten Brigade der Nationalgarde von New York. Politisch gehörte er der Republikanischen Partei an.
Bei den Kongresswahlen des Jahres 1866 für den 40. Kongress wurde er im zehnten Wahlbezirk von New York in das US-Repräsentantenhaus in Washington, D.C. gewählt, wo er am 4. März 1867 die Nachfolge von William Radford antrat. Da er auf eine erneute Kandidatur im Jahr 1868 verzichtete, schied er nach dem 3. März 1869 aus dem Kongress aus.
Robertson kandidierte erfolglos in den Jahren 1872 und 1879 für den Posten des Gouverneurs von New York. Zwischen 1872 und 1881 saß er im Senat von New York. Während dieser Zeit war er zwischen 1874 und 1881 President pro tempore. 1881 wurde er Collector im Port of New York – eine Stellung, die er bis 1885 innehatte. Er saß in den Jahren 1888 und 1889 erneut im Senat von New York. Am 6. Dezember 1898 verstarb er in Katonah und wurde dann auf dem Union Cemetery in Bedford beigesetzt.